# Quarter General Suprem Aliat de la Força Expedicionària
El Quarter General Suprem Aliat de la Força Expedicionària (anglès: Supreme Headquarters Allied Expeditionary Force més habitualment anomenat per les seves sigles SHAEF) va ser el quarter general del Comandant Suprem dels exèrcits Aliats des de finals de 1943 fins al final de la II Guerra Mundial. Durant tota la seva existència va estar sota les ordres del General Dwight D. Eisenhower. El rang té semblances amb els de Comandant Suprem Aliat d'Europa i l'Atlàntic, però en si són títols diferents.

## Història durant la Segona Guerra Mundial
Eisenhower va ser transferit del comandament del Teatre de la Mediterrània per comandar el SHAEF, que s'havia format a Teddington, Londres (avui encara existeix un carrer anomenat Shaef Way). El seu estat major va agafar les línies mestres per a l'Operació Overlord creada pel Tinent General Sir Frederick E. Morgan, COSSAC (Cap d'Estat Major del Comandant Suprem de les Forces Aliades), i pel Major General Ray Barker. Morgan, que havia estat nomenat Cap d'Estat Major del Comandant Suprem Aliat a mitjans de març de 1943, començà la planificació de la invasió d'Europa abans del nomenament d'Eisenhower, modificant-lo paulativament fins a la versió final executada el 6 de juny de 1944. Aquest procés va ser supervisat per Eisenhower i pel comandant de les forces terrestres durant la part inicial de la invasió, General Sir Bernard Law Montgomery.
El SHAEF seguí al Regne Unit fins que hi havia prou tropes desembarcades per poder assegurar el seu traspàs a França, i això no es produí fins al 7 d'agost. En aquell moment, Montgomery deixà de ser el comandant en cap de totes les forces terrestres a França, si bé continuà com a Comandant en Grup del 21è Grup d'Exèrcits britànic a l'ala oriental del cap de pont de Normandia, creant-se el 12è Grup d'Exèrcits nord-americà, comandat pel tinent general Omar Bradley. Mentre que tenia lloc l'avanç per Normandia, els Aliats van llançar l'Operació Drac, la invasió del sud de França el 15 d'agost, amb el 6è Grup d'Exèrcits americà, sota el comandament del Tinent General Jacob Devers.
Durant la invasió del sud de França, el 6è Grup d'Exèrcits va estar sotà el comandament del Quarter General de les Forces Aliades (Allied Forces Headquarters - AFHQ) del Teatre d'Operacions de la Mediterrània, però després d'un més el comandament passà al SHAEF. En aquella època els 3 Grups d'Exèrcit havien pres posicions al Front Occidental en les que romandrien fins al final de la guerra: el 21è britànic al nord, el 12è estatunidenc al centre i el 6è estatunidenc al sud. Al desembre de 1944, el SHAEF s'instal·là a l'Hotel Trianon Palace de Versalles, prop de París, i el 26 d'abril es traslladà a Frankfurt.

## Divisions
El SHAEF comandà el major nombre de formacions assignades a una operació al Front Occidental, amb forces dels Estats Units, França, el Regne Unit i el Canadà. Estava format per 3 Grups d'Exèrcits, que controlaven un total de 8 Exèrcits:
- 1r Exèrcit Aerotransportat Aliat
- 21è Grup d'Exèrcits britànic
  - Primer Exèrcit Canadenc
  - Segon Exèrcit Britànic
- 12è Grup d'Exèrcits Nord-americà
  - Primer Exèrcit Estatunidenc
  - Tercer Exèrcit Estatunidenc
  - Novè Exèrcit Estatunidenc
  - Quinzè Exèrcit Estatunidenc
- 6è Grup d'Exèrcits Nord-americà
  - Setè Exèrcit Estatunidenc
  - Primer Exèrcit Francès

El SHAEF també controlava un nombre considerable de forces navals durant l'Operació Neptú, així com dues forces aèries tàctiques: la 9a Força Aèria nord-americana i la 2a Força Aèria Tàctica de la RAF. Els bombarders estratègics aliats amb seu al Regne Unit també van passar a control del SHAEF durant l'Operació Neptú.

## Commandament i estat major superior
|                                                         | Nom                                                       | Foto | Branca                                                                                         |
| ------------------------------------------------------- | --------------------------------------------------------- | ---- | ---------------------------------------------------------------------------------------------- |
| Comandant Suprem Aliat                                  | General de l'Exèrcit Dwight D. Eisenhower                 |      | Exèrcit dels Estats Units d'Amèrica                                                            |
| Segon Comandant en Cap Supren                           | Mariscal en Cap de l'Aire Sir Arthur Tedder               |      | Royal Air Force                                                                                |
| Cap de l'Estat Major                                    | Tinent General Walter Bedell Smith                        |      | Exèrcit dels Estats Units d'Amèrica                                                            |
| Vicecap de l'Estat Major (Operacions)                   | Tinent General Frederick E. Morgan                        |      | Exèrcit britànic                                                                               |
| Vicecap de l'Estat Major (Oficial administratiu en cap) | Tinent General Humfrey Gale                               |      | Exèrcit britànic                                                                               |
| Vicecap de l'Estat Major (Aire)                         | Mariscal de l'Aire James Robb (fins a maig de 1945)       |      | Royal Air Force                                                                                |
| Vicecap de l'Estat Major (Aire)                         | Viceariscal de l'Aire Roderick Carr (des de juny de 1945) |      | Royal Air Force                                                                                |
| Comandants de les Forces Terrestres                     | Mariscal de Camp Sir Bernard Montgomery                   |      | Exèrcit britànic · (21è Grup d'Exèrcits)                                                       |
| Comandants de les Forces Terrestres                     | Tinent General Omar Bradley                               |      | Exèrcit dels Estats Units d'Amèrica · (12è Grup d'Exèrcits · (activat el 14 de juliol de 1944) |
| Comandants de les Forces Terrestres                     | Tinent General Jacob L. Devers                            |      | Exèrcit dels Estats Units d'Amèrica · 6è Grup d'Exèrcits · (activat el 29 de juliol de 1944)   |
| Comandant en Cap de la Força Aèria                      | Mariscal en Cap de l'Aire Sir Trafford Leigh-Mallory      |      | Royal Air Force · AEAF                                                                         |
| Vicecomandant en Cap de la Força Aèria                  | Major General Hoyt Vandenberg                             |      | United States Army Air Force                                                                   |
| Comandant de les Forces Navals                          | Almirall Sir Bertram Ramsay.                              |      | Royal Navy                                                                                     |
| Representant francès                                    | General Marie-Pierre Kœnig                                |      | Exèrcit de França                                                                              |
| Representant soviètic                                   | General Ivan Susloparov                                   |      | Exèrcit soviètic                                                                               |

## Després de la II Guerra Mundial
Després de la rendició d'Alemanya, el SHAEF es va dissoldre el 14 de juliol de 1945.